# Tadeusz Danilewicz (rotmistrz trocki)

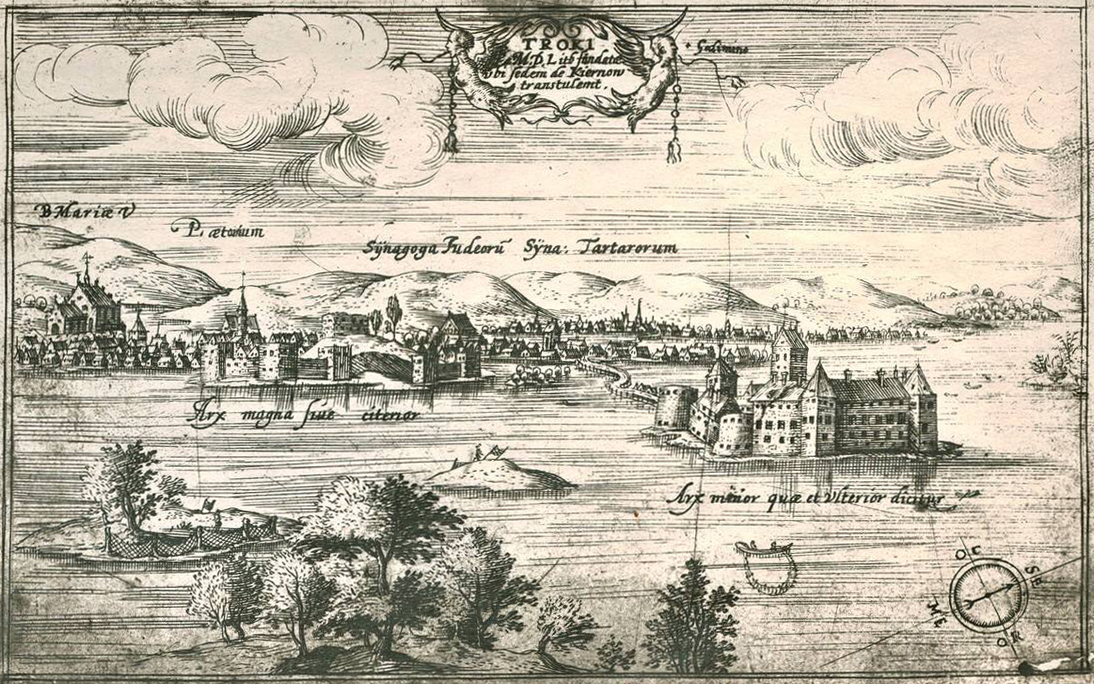
Troki, panorama miasta - grafika T. Makowskiego z ok. 1600 roku.

Tadeusz Danilewicz (Danielewicz) herbu Ostoja (zm. po 1788) – dziedzic dóbr Gudziany, Lewszany, Piełaniszki, Skierzabola, landwójt trocki, komisarz prowiantowy trocki, rotmistrz województwa trockiego. 

## Życiorys
Tadeusz Danilewicz przyszedł na świat w rodzinie szlacheckiej wywodzącej się z Wielkiego Księstwa Litewskiego, należącej do rodu heraldycznego Ostojów (Mościców). O jego rodzinie pisał Kasper Niesiecki w Herbarzu polskim.
Tadeusz Danilewicz był dziedzicem dóbr Gudziany. Majątek Lewszany (Lewsiany) kupił w roku 1775. Dziesięć lat później wszedł w posiadanie dóbr Piełaniszki. Był też właścicielem wsi Skierzabola w parafii nowotrockiej. Sprawował ważne funkcje i urzędy. Był landwójtem trockim oraz komisarzem prowiantowym (furażowym) trockim. W lutym 1772 roku sejmik gospodarski województwa trockiego postanowił wynagrodzić Danilewicza za pięcioletnie sprawowanie funkcji komisarza furażowego. Otrzymał po pół złotego z każdego dymu dóbr ziemskich i hibernowych. Tadeusz Danilewicz pełnił także funkcję rotmistrza województwa trockiego. Uczestniczył w sejmiku deputackim w Kownie, w lutym 1779 roku.. 
Małżonką Tadeusza Danilewicza była Petronela z Sopoćków, z którą miał córkę Helenę, małżonkę Andrzeja Wirpszy i trzech synów: Szymona, rotmistrza trockiego, Wincentego i Józefa. W roku 1777 odstąpił wspomnianym synom dobra Gudziany i Lewszany.